# Ахуй
Аху́й (ісп. Ajuy) — маленьке поселення на узбережжі острова Фуертевентура, що належить до муніципалітету Пахара (Канарські острови, Іспанія). Нечисленне населення займається скотарством, городництвом та рибальством. Назва топоніма є доколоніальною.
Недалеко від поселення у 1402 р. висадився нормандський авантюрист і завойовник Жан де Бетанкур, який підкорив Фуертевентуру від імені Кастильської корони.
Пляж в Ахуї раніше слугував портом для давнішої столиці острова Бетанкурії, тому він також відомий як Скелястий порт (Puerto de la Peña).
Район поселення охороняється державою як пам'ятник природи.

## Населення
| 2000 | 2001 | 2002 | 2003 | 2004 | 2005 | 2006 | 2007 | 2008 | 2009 | 2010 | 2011 | 2012 | 2014 | 2016 | 2017 | 2019 | 2020 |
| ---- | ---- | ---- | ---- | ---- | ---- | ---- | ---- | ---- | ---- | ---- | ---- | ---- | ---- | ---- | ---- | ---- | ---- |
| 118  | 119  | 125  | 129  | 129  | 126  | 123  | 111  | 106  | 101  | 95   | 91   | 80   | 84   | 79   | 80   | 84   | 78   |